# إينيس إزمر
إينيس إزمر (بالإنجليزية: Ennis Esmer)‏ (و. 1978  م) هو كاتب، وممثل أفلام كندي، ولد في أنقرة.
.

## التعليم
تعلم في جامعة يورك.

## وصلات خارجية
- إينيس إزمر على موقع IMDb (الإنجليزية)
- إينيس إزمر على موقع قاعدة بيانات الفيلم (الإنجليزية)

- إينيس إزمر في قاعدة بيانات الأفلام على الإنترنت